# パオロ・ビアンケッシ
パオロ・ビアンケッシ（Paolo Bianchessi　1981年1月17日- ）はイタリアのオージオ・ソット出身の柔道選手。階級は100kg超級。身長180cm。体重140kg。

## 人物
1998年のワールドユースゲームズ90kg超級で3位となった。ヨーロッパジュニア100kg超級では2位だった。2000年にはヨーロッパジュニアと世界ジュニアでそれぞれ2位となった。2002年にはワールドカップ国別団体戦で3位になった。2003年にはフランス国際、ヨーロッパ選手権、ミリタリーワールドゲームズでそれぞれ3位だった。2004年のアテネオリンピックでは準決勝まで勝ち進むも日本の鈴木桂治に内股で敗れると、3位決定戦でもエストニアのインドレク・ペルテルソンに内股で敗れて5位にとどまり、メダルを獲得できなかった。2005年の地中海競技大会で2位だったが、世界選手権では5位だった。2007年のドイツ国際では当時まだ17歳だったフランスのテディ・リネールを背負投で破るなどして2位となった。2008年のヨーロッパ選手権では2位だったが、北京オリンピックでは2回戦で日本の石井慧に内股で敗れると、敗者復活戦でもロシアのタメルラン・トメノフに内股の有効で敗れて9位に終わった。引退後の2016年には指導していたファビオ・バシレが、リオデジャネイロオリンピックでイタリアの男子選手としてシドニーオリンピックの73kg級で優勝したジュゼッペ・マッダローニ以来16年ぶりに金メダルを獲得することになった。

## 主な戦績
- 1998年 - ワールドユースゲームズ　3位　90kg超級
- 1998年 - ヨーロッパジュニア　2位
- 2000年 - 世界ジュニア　2位
- 2000年 - ヨーロッパジュニア　2位
- 2001年 - 世界軍人選手権大会　3位
- 2002年 - フランス国際　2位
- 2002年 - ワールドカップ国別団体戦　3位
- 2002年 - 世界軍人選手権大会　3位
- 2003年 - フランス国際　3位
- 2003年 - ヨーロッパ選手権　3位
- 2003年 - ロシア大統領杯　団体戦　3位
- 2003年 - ミリタリーワールドゲームズ　3位
- 2004年 - フランス国際　2位
- 2004年 - ヨーロッパ選手権　5位
- 2004年 - アテネオリンピック　5位
- 2005年 - 地中海競技大会　2位
- 2005年 - 世界選手権　5位
- 2006年 - 韓国国際　優勝
- 2007年 - ドイツ国際　2位
- 2008年 - ヨーロッパ選手権　2位
- 2008年 - 北京オリンピック　9位
- 2010年 - グランプリ・ロッテルダム　3位

(出典、JudoInside.com)。